# Robinson Ridge
Robinson Ridge ist eine felsige Halbinsel an der Budd-Küste des ostantarktischen Wilkeslands. Sie trennt die Sparkes Bay von der Penney Bay an der Ostflanke der Windmill-Inseln.
Erstmals kartiert wurde sie anhand von Luftaufnahmen der United States Navy, die 1947 und 1948 während der Operation Highjump und der Operation Windmill entstanden. Das Advisory Committee on Antarctic Names benannte sie 1956 nach Frederick G. Robinson, Flugoffizier der US Navy bei der Operation Windmill, der im Januar 1948 an der Errichtung astronomischer Beobachtungsstationen in diesem Gebiet beteiligt war.